# Сражение при Великом Шильеговаце
Сражение при Великом Шильеговаце (серб. Битка код Великог Шиљеговца) — одно из сражений сербско-турецкой войны 1876 года, продолжавшееся с 19 по 23 октября. Остановив наступление сербских войск в сражении при Кревете, турки, в свою очередь, провели наступлением своим левым флангом в направлении Великий Шильеговац — Каоник и, несмотря на труднопроходимую местность и неблагоприятную погоду, сумели оттеснить сербские войска к джунисской укрепленной позиции.
17 октября османским верховным командованием по телеграфу Ахмеду Айюб-паше было приказано начать атаку своим корпусом на сербские позиции утром 18-го. По причине дождя с бурей наступление было перенесено на 19-е.
В семь часов утра турки выдвинулись на высоту перед Гредетиным; в 8:00 первый выстрел произвела батарея левого крыла Яхья-паши. Затем все турецкие батареи открыли огонь, на который сербы лишь через некоторое время ответили. В 9 часов утра бригады Яхья и Азиза-паши двинулись, чтобы атаковать сербские позиции крайне правого крыла. Генерал М. Г. Черняев лично принял командование над этим сербским крылом. Уже в 11 часов войска сербского правого крыла отошли и заняли вторую позицию в 2000 шагах позади первой линии. В результате дневной атаки они тоже были выбиты из этой позиции. К 18:00 все укрепления южнее Каоника (13 вражеских окопов, в том числе 4 редута) были в руках турок.
На остальных участках фронта в течение дня велся только один напряженный артиллерийский бой. В 15:00 Хафиз и Адиль-паша атаковали, но не продвинулись вперед. Бой закончился только с наступлением темноты. Весь день шел дождь, войска промокли и обессилели.
20-го из-за непрекращающегося дождя турецкое наступление не было продолжено. Тем не менее батареи с обеих сторон в течение дня вели бойкий огонь, который прекратился лишь к вечеру. Сербы попытались в 15:00 нанести наступательный удар по бригаде Азиза-паши, стоявшей южнее Каоника, но тут же были отбиты.
21-го, несмотря на дождь, турецкая наступление продолжалось и было направлено на сербские позиции между Каоником и Джунисом. Лишь в полдень, когда дождь немного утих, пехота с обеих сторон вступила в бой. В 15:00 часа дня сербские батареи между Каоником и Джунисом были выведены с позиций, и вскоре после этого пехота также отошла. Сербские позиции южнее Джуниса были эвакуированы, а Каоник, ранее подожженный сербами, был занят турками. Преследования не было. Яхья-паша установил передовые посты от холмов у реки Рибарска до Црквины и Сушицы.
Во время боя на левом фланге турок у Каоника несколько сербских батальонов попытались нанести удар с мостов у Делиграда по правому флангу бригады Хафиза-паши, но безуспешно. В половине четвертого дня обстрел по всей линии прекратился.
22 октября было почти полное прекращение огня из-за непрекращающегося дождя. Только отдельные батареи стреляли с перерывами.
23-го, несмотря на непрекращающийся шторм, турецкое наступление было продолжено. Атаки велись в направлении Джуниса дивизиями Адила, Сулеймана и Хафиз-паши. Сербская позиция на частично лесистых, частично голых фланговых высотах по правому берегу реки Рибарска, круто обрывавшихся в сторону турецкого фронта, венчалась четырьмя редутами, несколькими крытыми батарейными позициями и многочисленными стрелковыми окопами и составляла наиболее сильную часть джунисской позиции. В частности, было два лесных редута, которые благодаря удачному расположению и прочной конструкции позволяли упорно защищаться даже от самой решительной атаки.
В 8 часов утра с турецкой стороны был начат артиллерийский обстрел по всей линии фронта. В 11 часов завязался бой пехоты сначала перед Джунисом, затем перед двумя лесными батареями; это продолжалось непрерывно до пяти часов, когда в результате турецким войскам удалось занять окопы. Когда после тяжелой борьбы войска Адил-паши подошли к уже опустевшим окопам, внезапно взорвались две мины, ранив трех человек. Вскоре после этого Хафиз-паша штурмовал два лесных редута, ключевой пункт сербской позиции, после чего сербы прервали бой по всей линии и отступили к Делиграду.
Потери, понесенные турками в боях 19, 20, 21 и 23 октября, были значительны. Только раненых было 1800 человек. В результате османского наступления сербы были выброшены из своих окопов и укрепленных позиций со значительными потерями, тем самым была прервана связь между Крушевацем и Делиградом.